# Orzechów (powiat pabianicki)
Orzechów – wieś w Polsce położona w województwie łódzkim, w powiecie pabianickim, w gminie Lutomiersk.
W latach 1975–1998 miejscowość należała administracyjnie do województwa sieradzkiego.
W 2002 r. do wsi Orzechów włączono sąsiednią wieś - Trupiankę.